# L'Ours (film, 1981)
Pour les articles homonymes, voir L'Ours.
Pour plus de détails, voir Fiche technique et Distribution.
L'Ours (en polonais, Miś) est un film polonais réalisé par Stanisław Bareja, sorti en 1981.

## Synopsis
Le gérant (Rysiek) d'un club de sport étatique doit arriver à Londres avant son ex-femme Irene, pour collecter une somme d'argent placée sur un compte commun pendant leurs jours heureux. Mais sortir d'un pays communiste n'est jamais facile, même pour un malin comme Rysiek. 
Le personnage principal nous guide dans une Pologne où la corruption, la bureaucratie absurde, le marché noir et les faveurs diverses sont omniprésents.

## Fiche technique
- Titre original : Miś
- Réalisation : Stanisław Bareja
- Scénario : Stanisław Tym et Stanisław Bareja
- Pays d'origine :  Pologne
- Genre : Comédie
- Durée : 111 minutes
- Date de sortie : 1981

## Distribution
- Stanislaw Tym : Rysiek
- Barbara Burska : Irene
- Christine Paul-Podlasky : Aleksandra Kozeł
- Stanisław Mikulski : tonton Bon conseil
- Janusz Zakrzeński : Bogdan Zagajny
- Wiktor Zborowski : L'homme chez le marchand de journaux
- Irena Karel : La caissière à l'aéroport